# 문라이트 신슈
문라이트 신슈(일본어: ムーンライト信州)는 JR동일본에서 운행하는 임시심야쾌속 열차이다. 신주쿠역과 하쿠바역 사이를 주오 본선, 시노노이 선과 오이토 선을 통해서 운행한다. 운행은 2002년에 시작되었고, 183계나 189계 전동차 6량 또는 9량을 이용해서 운행한다.

## 경로
문라이트 신슈의 주된 정차역은 다음과 같지만 년도에 따라서 다양한 정차 패턴이 있다.
- 신주쿠역 - 다치카와역 - 하치오지역 - 다카오역 - 오쓰키역 - 엔잔역 - 고후역 - 고부치자와역 - 후지미역 - 지노역 - 가미스와 역 - 시모스와 역 - 오카야역 - 시오지리역 - 마쓰모토역 - 시나노오마치역 - 하쿠바역

## 편성
| ←신주쿠  | ←신주쿠  | ←신주쿠  | ←신주쿠  | ←신주쿠  | ←신주쿠  |          | 마쓰도/하쿠바→ | 마쓰도/하쿠바→ | 마쓰도/하쿠바→ | 마쓰도/하쿠바→ | 마쓰도/하쿠바→ | 마쓰도/하쿠바→ |
| 1 지정석 | 2 지정석 | 3 지정석 | 4 지정석 | 5 지정석 | 6 지정석 | 7 그린샤 | 8 지정석       | 9 지정석       |                |                |                |                |

| ←신주쿠  | ←신주쿠  | ←신주쿠  | ←신주쿠  | ←신주쿠  | ←신주쿠  |  | 마쓰도/하쿠바→ | 마쓰도/하쿠바→ | 마쓰도/하쿠바→ | 마쓰도/하쿠바→ | 마쓰도/하쿠바→ | 마쓰도/하쿠바→ |
| 1 지정석 | 2 지정석 | 3 지정석 | 4 지정석 | 5 지정석 | 6 지정석 |  |                |                |                |                |                |                |

## 참고자료
- JR 시각표, 2008년 3월